# 赫梯語
西臺語（英語：Hittite language），亦稱涅西特语（英語：Nesite）。西臺人的母語，現已滅絕，起自西元前1800年 ，終於前1100年 ，或許更早之前即有。西臺人發源於中北安纳托利亚（今土耳其）後來在哈圖沙(現代的波阿兹卡雷）建立帝國。帝國瓦解後，西臺語楔形文字就蕩然棄用，但是直至西元前700年，在安納托利亞和北敘利亞，仍有人說西臺語 。
赫梯語證實是最早的印歐語言，在原始印歐語假說提出之后僅一個多世紀就被重新發現了。因為在它的結構和語音上的顯著不同，一些現代語言學家，最顯著的是提議了印度-赫梯語假說的Edgar H. Sturtevant和Warren Cowgill，他們爭論說它應當被分類為印歐語言的姐妹語言而非后代語言。但是很多學者繼續接受傳統的十九世紀原始印歐語為主的觀點，并把赫梯語的不尋常特征解釋為主要由於後來的革新。

## 名字
“赫梯”（Hittite）是現代名字，依據Hatti王國與希伯來聖經中提到的赫梯王國的同一而選取（仍有爭議）。
在赫梯遺跡找到的多語言文本中，用赫梯語寫的章節都前導著副詞nesili（或nasili、nisili）、“Neša(Kaneš)的講話”，這是在帝國興起前的一个重要城市。在某一場合下，標簽是Kanisumnili“Kaneš人的講話”。
儘管赫梯帝國是由來自很多不同種族和語言背景的人構成，他們的長期書寫文本多數都使用赫梯語。不管在這個術語的適合性上的各種爭論，赫梯仍是最常用的術語，儘管一些作者確立使用術語——涅西特语。

## 破解
亚历山大·克努特松在1902年发表了一本有关在埃及阿玛纳發現的两封信的书，这两封信是埃及國王和赫梯統治者之間的书信往来，在这本书中，克努特松提出了第一个关于赫梯語從屬關係的論斷。克努特松論證赫梯語是印歐語系語言，很大程度上是以構詞為基礎的。儘管沒有雙語言文本，他能夠對這兩封信給出部分解釋是因為這個時代的外交信件的客套話本質。他的論點最初不被廣泛接受，因為他觀察到的赫梯語和印歐語言之間的構詞相似性也存在於其他非印歐語言之中，再者他對於信件的解釋過於巧合與牽強。
直到胡戈·温克勒在博阿玆柯伊的現代鄉村發現了大量以熟知的阿卡德楔形文字撰寫的未知語言泥板，克努特松f的論點才被證實，而該地正是赫梯帝國首都哈圖沙的前期遺跡。贝德日赫·赫罗兹尼分析從此處尋獲的大量泥土板，成功解讀了這門語言。他在1915年出版的一篇論文中提出這門語言是印歐語言的論點，隨后發表了這門語言的語法。赫罗兹尼對赫梯語的印歐語言從屬關係的論證是徹底現代的，儘管缺乏實例證明。他集中於構詞的特質特征上的驚人相似性，這不太可能是由于變更而獨自出現，也不太可能是借用來的。這包括在某些名詞詞幹中r/n變換（參見 rhotacism）和元音變換，二者可以在對應“water”的詞的主格單數wadar和屬格單數wedenas之間的變換中見到。他還提出一組正規的語音對應。在第一次世界大戰而導致的短暫延宕之後，赫罗兹尼的破解，試探性文法分析，和赫梯語的印歐語言從屬關係的實證，被迅速接受并被當代學者如Edgar H. Sturtevant廣泛實例證明，他著作了第一部符合科學性的赫梯語文法，并帶有文獻選編和詞匯表。Sturtevant文法的1951年修訂版在今天仍具權威性。

## 歸類
赫梯語屬于安納托利亞語族。純赫梯語是從楔形文字泥板和赫梯國王樹立的碑銘中得知的。叫做“赫梯象形文字”的文字已經被證明用于書寫密切相關的盧維語，而非純赫梯語。后來的語言如呂基亞語和呂底亞語也被證實於赫梯疆域內。Palaic 語也用於赫梯疆域中，并只在赫梯文檔中的儀式文本中被證實。安納托利亞語言分支還包括卡里亞語、Pisidian語和Sidetic語。
在赫梯語和盧維語中有很多借詞，特別是來自非印歐語言的胡里特语和哈梯語(Hattic)的宗教詞匯。哈梯語是哈梯人的語言，他們是在被赫梯人吸收或取代之前的Hatti地域的土著居民。宗教和玄幻的赫梯文本經常用哈梯語、胡里特语和卢维语書寫，即使在赫梯語成為其他著述的規范之后。
赫梯語傳統上被劃分為舊赫梯語（OH）、中赫梯語（MH）和新赫梯語（NH；不要混淆於實際上是后赫梯的“新赫梯”時期），分別對應於赫梯帝國的舊王國、中王國和新王國（大約公元前1750–1500、1500–1430年和1430–1180年）。這種階段劃分的基礎一部分在於語言學一部分在於古文書學。正因為中王國的概念已經很大程度上被破除了，Melchert 論爭說作為語言學術語的MH是不明確的描述并應當被理解為在OH和NH之間的變遷時期。

## 正寫法
赫梯語使用一種改良形式的古亞述楔形文字來書寫。由于這種文字的支配性音節本質，難於確定部分赫梯語語音革新的準確音質。
音節文字區分下列輔音(顯著的去掉了阿卡德語 s 系列)，
b, p, d, t, g, k, ḫ, r, l, m, n, š, z,
組合上了元音 a, e, i, u。還介入了 ya (=I.A), wa (=PI) 和 wi (=wi5=GEŠTIN) 符號。
不使用亞述語濁音/非濁音系列(k/g, p/b, t/d)來表達在赫梯語中濁音/非濁音對比，通過在元音間位置上的雙拼寫來表達在印歐語中的清輔音(Sturtevant 定律)。

## 音系
通過比照語源學方法和對赫梯語拼寫慣例的詳查，音節文字的限制已經被或多或少的克服了，據此學者們已經猜測出赫梯語擁有如下音位。

### 元音
| 元音 | 前 | 央 | 後 |
| ---- | -- | -- | -- |
| 閉   | i  |    | u  |
| 中   | e  |    |    |
| 開   |    | a  |    |
- 長元音在以重音為條件的場合中出現為對相應短元音的替代。
- 音位上獨立的長元音不經常出現。
- 除了 /e/ 之外所有元音可以在詞首和詞尾出現。

### 輔音
| 輔音      | 雙唇音 | 齒齦音 | 硬腭音 | 軟腭音 | 唇化軟腭音 | 喉音       |
| --------- | ------ | ------ | ------ | ------ | ---------- | ---------- |
| 鼻音      | m      | n      |        |        |            |            |
| 塞音      | p b    | t d    |        | k g    | kʷ gʷ      |            |
| 塞擦音    |        | ts     |        |        |            |            |
| 擦音      |        | s (š)  |        |        |            | h₂, h₃ (ḫ) |
| 流音/滑音 |        | r, l   | j      | w      |            |            |
- 所有清阻礙音和除了 /r/ 的所有響音出現在詞首。對所有安納托利亞語都是這樣。
- 在詞尾顯現了如下傾向:
  - 在塞音中，只有濁音出現在詞尾。/-d/, /-g/ 常見，/-b/ 少見。
  - /-s/ 經常出現；/-h₂/, /-h₃/, /-r/, /-l/, /-n/ 不經常出現，而 /-m/ 不出現。
  - 滑音 /w/, /j/ 與 /a/, /aː/ 一起出現在雙元音中。
- 濁音/非濁音系列是從用在元音間位置上雙重輔音來表示印歐語清音的事實推論出來的(Sturtevant 定律，參見 Sturtevant 1932, Puhvel 1974): 就是說濁塞音被表示為單一輔音(*yugom = i-ú-kán)，而清塞音被表示為雙輔音 (*k'eyto > ki-it-ta)。

### 喉音
赫梯語保留了一些在其他印歐語言中消失了的非常古老的特征。例如，赫梯語保留了三個喉音中的兩個(詞首的 h2 和 h3)。弗迪南·德·索緒爾在1879年以在其他印歐語言中的元音音質為基礎，已經假定了這些語音的存在性，它們在任何證實了的其他印歐語言中都沒有保留為獨立的語音，直到赫梯語的發現。在赫梯語中，這個音位被寫為 ḫ。赫梯語和多數其他安納托利亞語一樣，在這方面不同於任何其他印歐語言，在赫梯語中喉音的發現是對索緒爾的假設的最顯著的證實。
喉音的保留，和缺乏赫梯語共享其他早期印歐語言擁有的文法特征的任何證據，已經導致一些語言學家相信安納托利亞語族與原始印歐語的余下部分之間分離得比任何其他分裂都要早。一些人提議了印度-赫梯語系或超語系，它包括了安納托利亞語族在分界線的一邊而余下的印歐語言在另一邊。絕大多數學者繼續重構著原始印歐語，但是都相信安納托利亞語是印歐語中第一個脫離的分支。

### 印歐語言中噝音特征的擴散
印度-赫梯語假說的首倡者 Sturtevant 是第一個注意到在表示更早的印歐語硬腭音 *k 或 *g 的 k 之後缺乏 u 的學者（1940年）。Goetze(1954年)和 Wittmann(1969年)在這些位置上安置了一個 K 到 S 的初始遷移，而后來的顎音-噝音遷移分離出了印歐語的噝音群組。噝音特征的擴散假設受到了在希臘語、阿爾巴尼亞語和吐火羅語中的邊緣化噝音特征和在亞美尼亞語中邊緣化顎音特征的激發(在 u 之前的硬腭塞音的擦音化是顎音-噝音同語線的焦原點)。

## 文法
作為已證實的印歐語言中最古老的語言，赫梯語的價值很大程度上在於它缺乏在其他古老的印歐語言比如梵語、拉丁語和古希臘語中展現的一些文法特征。特別是赫梯語沒有對立陽性-陰性的印歐性別系統；它轉而有一個基於動物性-非動物性對立的初步名詞類系統，讓人想起非班圖尼日爾-剛果語言的名詞類系統。

### 構詞

#### 名詞
赫梯語名詞系統由下列格構成: 主格、賓格、與格-方位格、屬格、向格(allative)、離格和工具格，并區分兩種數（單數和複數）和兩個性，動物性和非動物性（有時稱為動物性和無性）。在性之間的區別是非常初步的，帶有一般只在主格中的區分，并且相同的名詞有時被證實於這兩個性中。
在它的最基本形式中，赫梯語名詞變格功能如下，對動物性使用了 pisna-“man”作為例子，對無性使用了 pēda-“place”作為例子。
|             | 動物性  | 動物性  | 無性   | 無性   | 無性 |
|             | 單數    | 複數    | 單數   | 複數   |      |
| 主格        | Pisnas  | Pisnēs  | Pēdan  | Pēda   |      |
| 賓格        | Pisnan  | Pisnus  | Pēdan  | Pēda   |      |
| 屬格        | Pisnas  | Pisnas  | Pēdas  | Pēdas  |      |
| 與格/方位格 | Pisni   | Pisnas  | Pēdi   | Pēdas  |      |
| 離格        | Pisnats | Pisnats | Pēdats | Pēdats |      |
| 向格        | Pisna   | -       | Pēda   | -      |      |
| 工具格      | Pisnit  | -       | Pēdit  | -      |      |

可以看出來，在複數中有比在單數中區分更少的格的傾向。在早期文本中有一些名詞形成帶有 -u 的呼格，但是呼格不再多產即使是在我們最早的資料中，它的功能在多數文檔中被主格涵蓋。向格也在語言發展的后來階段脫離了使用，它的功能被與格方位格所包容。在早期的文本中不規則的找到了屬格複數尾綴 -an，和工具格複數尾綴 -it。一些名詞還形成獨立的根本沒有尾綴的方位格。

#### 動詞
在同其他早期證實了的印歐語言比如古希臘語和梵語相比較的時候，赫梯語的動詞系統在構詞上是相對不復雜的。有兩種動詞變位的一般動詞類，mi-變位和hi-變位。有兩種語態（主動和中間-被動），兩種語氣（直陳和祈使），和兩種時態（現在和過去）。此外，動詞系統展示了兩種動詞不定式，動名詞(supine)，和分詞。Rose列出了132個hi-動詞并解釋hi/mi分立為文法語態系統的遺跡("centripetal voice" vs. "centrifugal voice")。

##### Mi變位
mi-變位類似於梵語中的一般動詞變位范例，并且還可以比較於古希臘語中 mi-動詞類。

##### 主動語態
|        | 直陳語氣                                                       | 祈使語氣                                           | 不定式 | 分詞 | 動名詞 |
| 現在時 | Suwāyemi Suwāyesi Suwāyetsi Suwāyeweni Suwāyetteni Suwāyeantsi | Suwāyeallut Suwāyet Suwāyettu Suwāyetten Suwāyentu |        |      |        |
| 過去時 | Suwāyeun Suwāyes Suwāyeta Suwāyewen Suwāyeten Suwāyēr          |                                                    |        |      |        |

### 句法
赫梯語句法展示了一種值得注意的典型安納托利亞語特征。一般而言，句子或子句的開始由要么句子連接質詞，要么前移的或主題化的形式來構成，向它添加固定次序的附著詞素鏈。